# دان دود
دان دود هو سياسي أمريكي، ولد في 15 فبراير 1978 في نيو لكسينغتون في الولايات المتحدة. نشط حزبياً في الحزب الديمقراطي. وقد انتخب عضو مجلس نواب أوهايو ‏.